# Derby Type K 6
Der Derby Type K 6 ist ein Pkw-Modell der Zwischenkriegszeit.

## Beschreibung
Derby bot das Fahrzeug nur in den Modelljahren 1929 und 1930 an, also von Oktober 1928 bis Oktober 1930. Es gab weder einen direkten Vorgänger noch einen direkten Nachfolger.
Die Wagen haben einen Einbaumotor von CIME. Es ist ein Sechszylinder-Reihenmotor. Jeder Zylinder hat 62,5 mm Bohrung und 90 mm Hub. Rechnerisch ergibt das 1657 cm³ Hubraum, wenngleich auch 1650 cm³ und 1655 cm³ angegeben sind. Damit war das Fahrzeug in  Frankreich steuerlich mit 9 Cheval fiscal eingestuft. Der Motor hat Wasserkühlung, ist vorn im Fahrgestell eingebaut und treibt die Hinterachse an.
Im ersten Jahr bestand die Wahl zwischen 240 cm und 260 cm Radstand. Im zweiten Jahr betrug er immer 260 cm. Bekannt sind Roadster und Coupé.